# 54 Aquarii
54 Aquarii, som är stjärnans Flamsteed-beteckning, är en ensam stjärna belägen i den mellersta delen av stjärnbilden Vattumannen. Den har en skenbar magnitud på 6,98  och kräver åtminstone en handkikare för att kunna observeras. Baserat på parallaxmätning inom Hipparcosuppdraget på ca 12,9 mas, beräknas den befinna sig på ett avstånd på ca 250 ljusår (ca 78 parsek) från solen.

## Egenskaper
54 Aquarii är en blå till vit jättestjärna av spektralklass A3 III/IV.